# Wyatt Allen
Wyatt Allen (født 11. januar 1979 i Baltimore, Maryland, USA) er en amerikansk tidligere roer og olympisk guldvinder.
Allen vandt en guldmedalje ved OL 2004 i Athen, som del af den amerikanske otter. Udover Allen bestod bådens besætning af Jason Read, Chris Ahrens, Joseph Hansen, Matt Deakin, Dan Beery, Beau Hoopman, Bryan Volpenhein og styrmand Cipollone. Amerikanerne sikrede sig guldmedaljen foran Holland og Australien, der vandt henholdsvis sølv og bronze. Fire år senere var han med i båden igen ved OL 2008 i Beijing, hvor det blev til en bronzemedalje.

## OL-medaljer
- 2004:  Guld i otter
- 2008:  Bronze i otter